# Hydropsyche gereckei
Hydropsyche gereckei är en nattsländeart som beskrevs av Moretti 1991. Hydropsyche gereckei ingår i släktet Hydropsyche och familjen ryssjenattsländor. Inga underarter finns listade i Catalogue of Life.